# Politikåret 1932

## Händelser
- 1 februari - Tillförordnade Birger Braadland efterträder Peder Kolstad som Norges statsminister.[1]
- 29 februari - Tillförordnade Nils Trædal efterträder Birger Braadland som Norges statsminister.[1]
- 5 mars - Tillförordnade Nils Trædal tillträder som Norges ordinarie statsminister.[1]
- 10 mars - Tillförordnade Birger Braadland efterträder Nils Trædal som Norges statsminister.[1]
- 14 mars - Jens Hundseid efterträder tillförordnade Birger Braadland som Norges statsminister.[1]
- 22 september - Kungarikena Hijaz och Nejd går samman och bildar Kungariket Saudiarabien.[2]
- 6 augusti – Carl Gustaf Ekman efterträder Arvid Lindman som Sveriges statsminister.[3]
- 24 september - Per Albin Hansson efterträder Felix Hamrin som Sveriges statsminister.[3]

## Val och folkomröstningar
- 17-18 september - Sveriges socialdemokratiska arbetareparti segrar i det svenska andrakammarvalet.
- 8 november - Demokraten Franklin D. Roosevelt väljs till president i USA.

## Organisationshändelser
- British Union of Fascists bildas.

## Födda
- 11 februari – Henri Namphy, Haitis president 1986–februari 1988 och juni–september 1988.
- 6 mars – Marc Bazin, Haitis president 1992–1993.
- 11 juni – Francisco Caamaño, Dominikanska republikens president maj–augusti 1965.
- 8 augusti – Luis García Meza Tejada, Bolivias president 1980–1981.
- 17 augusti – Leslie Manigat, Haitis president februari–juni 1988.
- 28 oktober – Spyros Kyprianou, Cyperns president 1977–1988.
- 4 november – Thomas Klestil, Österrikes förbundspresident 1992–2004.
- 29 november – Jacques Chirac, Frankrikes president 1995–2007.
- 4 december – Roh Tae-woo, Sydkoreas president 1988–1993.

## Avlidna
- 7 februari – Augusto Leguia, Perus president 1908–1912 och 1919–1930.
- 5 mars – Peder Kolstad, Norges statsminister 1931–1932.
- 7 maj – Paul Doumer, Frankrikes president 1931–1932.
- 20 september – Francisco Carvajal, Mexikos president juli–augusti 1914.
- 13 november – Francisco Lagos Cházaro, Mexikos president juni–oktober 1915.

### Fotnoter
1. 1 2 3 4 5  ”Norway” (på engelska). World Statesmen. http://www.worldstatesmen.org/Norway.htm. Läst 2 augusti 2015.
2. ↑  ”Saudi Arabia” (på engelska). World Statesmen. http://www.worldstatesmen.org/Saudi_Arabia.htm. Läst 7 november 2012.
3. 1 2  ”Sweden” (på engelska). World Statesmen. http://www.worldstatesmen.org/Sweden.html. Läst 7 november 2012.